# Anta de Adrenunes

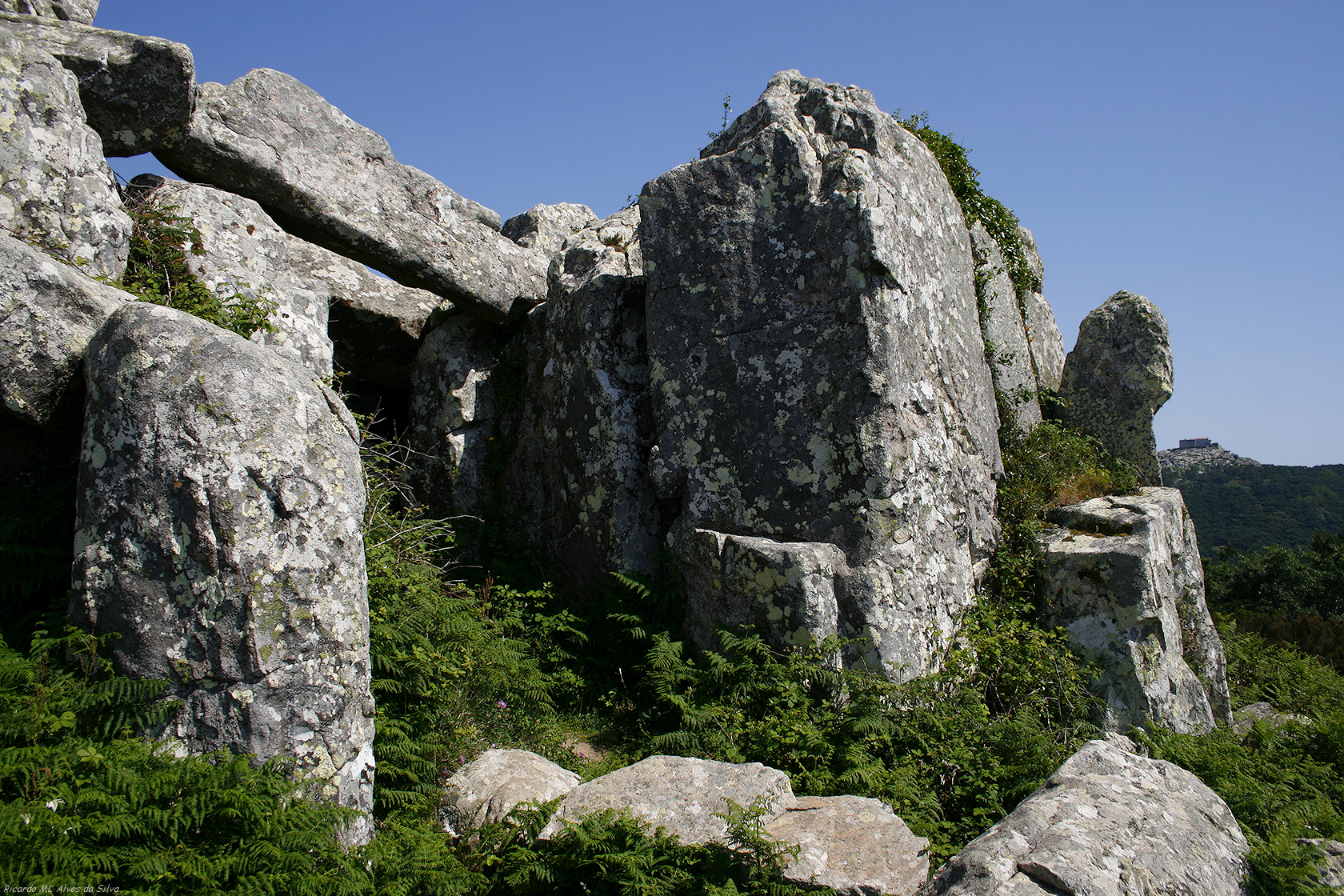
Anta de Adrenunes

Die Anta de Adrenunes ist ein ungewöhnlicher Dolmen östlich von Azoia, einer Ortschaft in der Gemeinde Colares im Kreis Sintra in der Estremadura in Portugal. Einige Quellen deuten darauf hin, dass es sich um einen Dolmen handelt, der als Kollektivgrab diente. Anta ist die portugiesische Bezeichnung für etwa 5000 Megalithanlagen die während des Neolithikums im Westen der Iberischen Halbinsel von den Nachfolgern der Cardial- oder Impressokultur errichtet wurden.
Die Theorie, dass es sich um einen Dolmen handelt, wurde von Joaquim Possidónio Narciso da Silva (1806–1896) aufgestellt, der Ausgrabungen auf dem Gelände durchführte. Es wurden jedoch keine Anzeichen für Kammern oder sterbliche Überreste gefunden. Einige glauben daher, dass die Struktur ein Pseudodolmen ist. Auf jeden Fall belegt die Existenz von Unterfütterungen der Fundamente einiger Blöcke die Intervention von Menschen. Die Formation befindet sich abgelegen auf einem kleinen Hügel am Cabo da Roca und zeigt Spuren alter Feldsysteme in ihrer Nähe, so dass der Platz eine archäologische und kulturelle Bedeutung hat.
Die Anta von Adrenunes wurde 1910 als Nationaldenkmal klassifiziert.